# Атанас Митровски
Атанас (Тане) Христов Митровски е български строител от края на XIX и началото на XX век.

## Биография
Роден е в 1873 година в дебърското село Себища, тогава в Османската империя. Двамата му по-големи братя Александър (Алекса) и Георги са също дюлгери. Още на 12 години заминава на гурбет със строителна тайфа като чирак. Става устабашия (първомайстор) и сътрудничи с видния архитект Виталиано Позели, като заедно с брат си Георги (1870 - 1922) участва в строителството на серия знакови сгради в Солун, сред които казармите, частни сгради, зданието на Отоманската банка, Сградата на Солунския конак, сараите на Кулуш бей с художествено украсени тавани и различни скулптурни декорации, Солунската юзина, Солунското казино до Бялата кула и други. Технически съветник е на Българската екзархия.
Митровски строи сгради из Османската империя и по лични свои архитектурни планове, сред които са Българското училище в Горно Върбени, църквата „Св. св. Кирил и Методий“ в Струмица, българската църква „Свети Георги“ в Солун.
След Междусъюзническата война в 1913 година, когато Солун попада в Гърция, се изселва в Свободна България и се установява в София. Негово дело са комините на царския дворец в карловското село Баня, построен в 1929 година.
Цар Борис ΙΙΙ го награждава с орден „За гражданска заслуга“. Умира в 1940 година.
- Сгради проектирани и построени от Митровски
- „Свети Павел“ в Солун
- Горновърбенското училище
- „Св. св. Кирил и Методий“ в Струмица
- „Свети Георги“ в Солун